# 下オリーブ核
下オリーブ核（Inferior olivary nucleus）は延髄の錐体の外側にあるオリーブを構成する神経核である。小脳歯状核に似たアルファベットのCの形をしたものが主核である。その背側に背側副オリーブ核と腹側副オリーブ核がある。主核の内側に開いている部分を門といい、小脳に向かう出力線維が通過する。この出力線維は交差して反対側の下小脳脚に向かい登上線維（とじょうせんい、climbing fiber）ともよばれる。
下オリーブ核では通常のシナプス結合に加え電気シナプスが形成されており、主核自体が電気的に同期した活動をしている。下オリーブ核の出力は登上線維となり小脳皮質の分子層でプルキンエ細胞と多数のシナプス形成をする。1本の登上線維は小脳皮質の前後方向に1～10個のプルキンエ細胞とシナプスを形成するが1個のプルキンエ細胞は1本の登上線維としかシナプスはつくらないのが特徴である。
登上線維は下オリーブ核の電気的に同期した活動を伝える興奮性線維であり小脳皮質の前後方向の複数のプルキンエ細胞に直接シナプス接続する。登上線維によるプルキンエ細胞への強力な入力は小脳皮質の前後方向のプルキンエ細胞に協調運動のための時間的情報を伝達し、また苔状繊維から平行線維を介して小脳皮質の左右方向に体性感覚の位置情報が伝達され、この両者によって協調運動の時空間的な制御が行われていると考えられている。
下オリーブ核の主核と副核で出力線維がシナプス形成する場所が異なる。主核の投射線維は小脳半球の全体に分布する。副核の投射線維は虫部と中間部に分布する。入力線維にはダルクシェヴィッツ核、カハール間質核、上丘など視覚に関連した神経核や中脳中心灰白質、赤核、大脳皮質などから入力を受ける。

## 病理変化

### 下オリーブ核の仮性肥大（olivary pseudohypertorophy）
神経インパルスが伝わる方向と同じ向きに変性が進むことを順行性変性（anterograde transsynaptic degeneration）といい経シナプス変性のひとつとして知られている。経シナプス変性はある特殊な条件下では実験的に作成できるが剖検脳での検証は非常に限られている。経シナプス変性では眼球摘出による視束の変性によって外側膝状体の神経細胞が萎縮する例がよく知られている。順行性変性でよく知られているのが、皮質橋路変性による橋核細胞の膨化と下オリーブ核の仮性肥大である。
下オリーブ核の仮性肥大は、対側の小脳歯状核→上小脳脚→同側赤核→中心被蓋路→下オリーブ核を結ぶGuillain-Mollarretの三角の障害で起こることが知られている。下オリーブの仮性肥大の病変は残存する神経細胞の周囲の神経突起が腎臓の糸球体様に異様に変化することがある。この所見はHE染色と鍍銀染色で観察でき糸球体様構造(glomerular structure)という。糸球体様構造を示す神経細胞にはしばしば細胞質の空胞形成を認める。アストロサイトも増殖する。非常に大きく奇妙な形をしたアストロサイトが多いため一見腫瘍のようにもみえる。小脳歯状核病変では対側の下オリーブ核、橋背側中心被蓋路の病変では同側に変性が起こるのが特徴的である。口蓋帆振戦（口蓋帆ミオクローヌス）では下オリーブ核がペースメーカーであり、この部位の肥大によって細胞間のgap junctionの連絡が強まり同期して発火するようになるのが振戦の機序と考えられている。
また下オリーブ核の仮性肥大はスモン（SMON）やCJD、PSP、後索変性を伴う家族性ALSなどのような変性疾患など軸索損傷が明らかでない疾患でも認められることがある。

### 下オリーブ核神経細胞の脱落
神経インパルスが伝達される方向とは反対の向きに変性が進むことを逆行性経シナプス変性（retrograde transsynaptic degeneration）という。逆行性経シナプス変性では下オリーブ核神経細胞脱落が知られている。Oppenheimerは多系統萎縮症における下オリーブ核神経細胞の脱落は小脳のプルキンエ細胞脱落によるという見方を提案した。原発性病変はプルキンエ細胞にあり、その二次的変化が下オリーブ核神経細胞におよぶというものである。しかしプルキンエ細胞の脱落と下オリーブ核の脱落の両反応関係が明らかではなく、その機序を逆行性経シナプス変性といえるかは疑問もある。